# Бад-Хоннеф
Бад-Хоннеф (нем. Bad Honnef) — город в Германии, курорт, расположен в земле Северный Рейн-Вестфалия.
Подчинён административному округу Кёльн. Входит в состав района Рейн-Зиг. Население составляет 25 213 человек (на 31 декабря 2010 года). Занимает площадь 48,3 км². Официальный код — 05 3 82 008.

## Фотографии

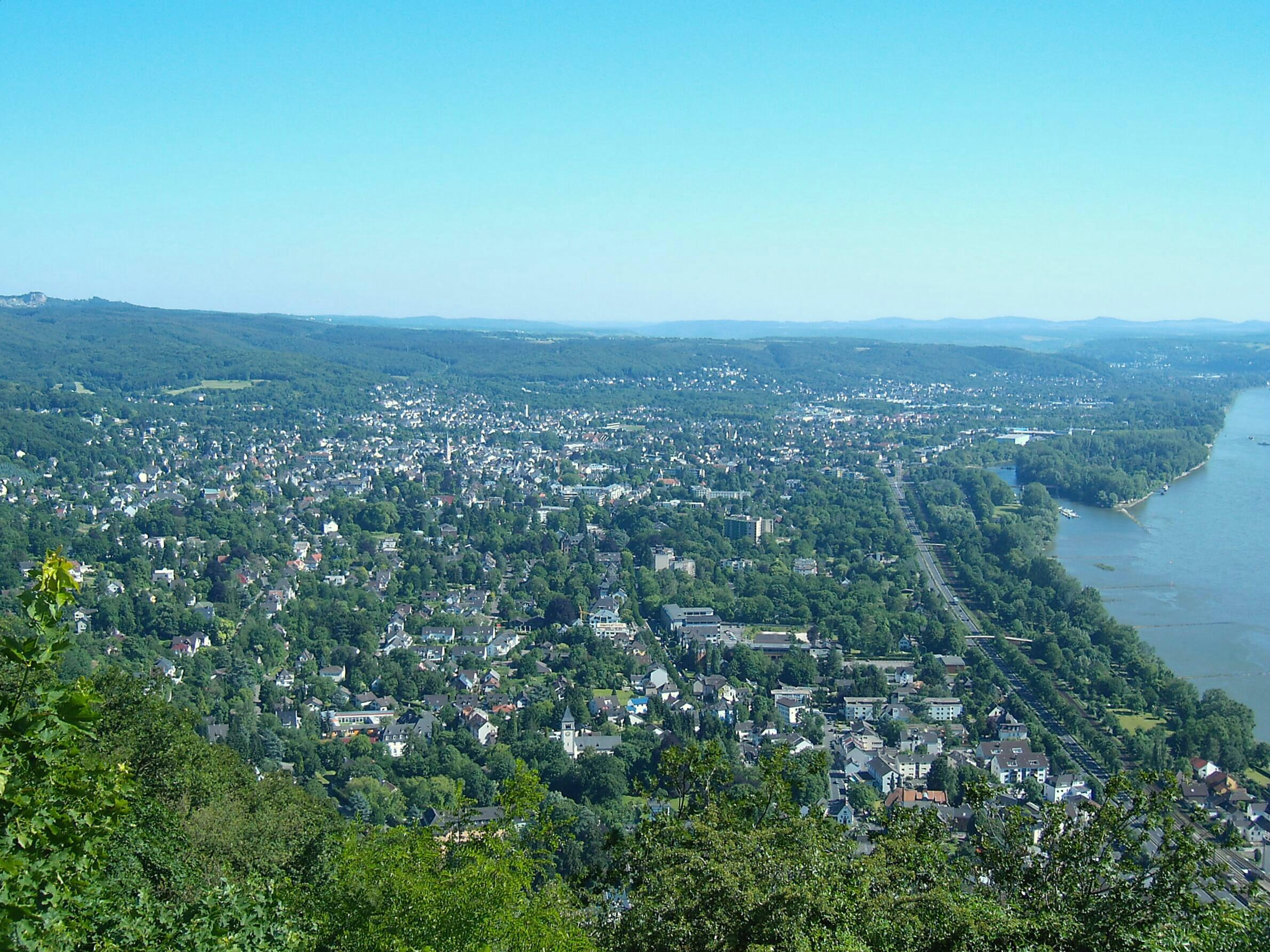
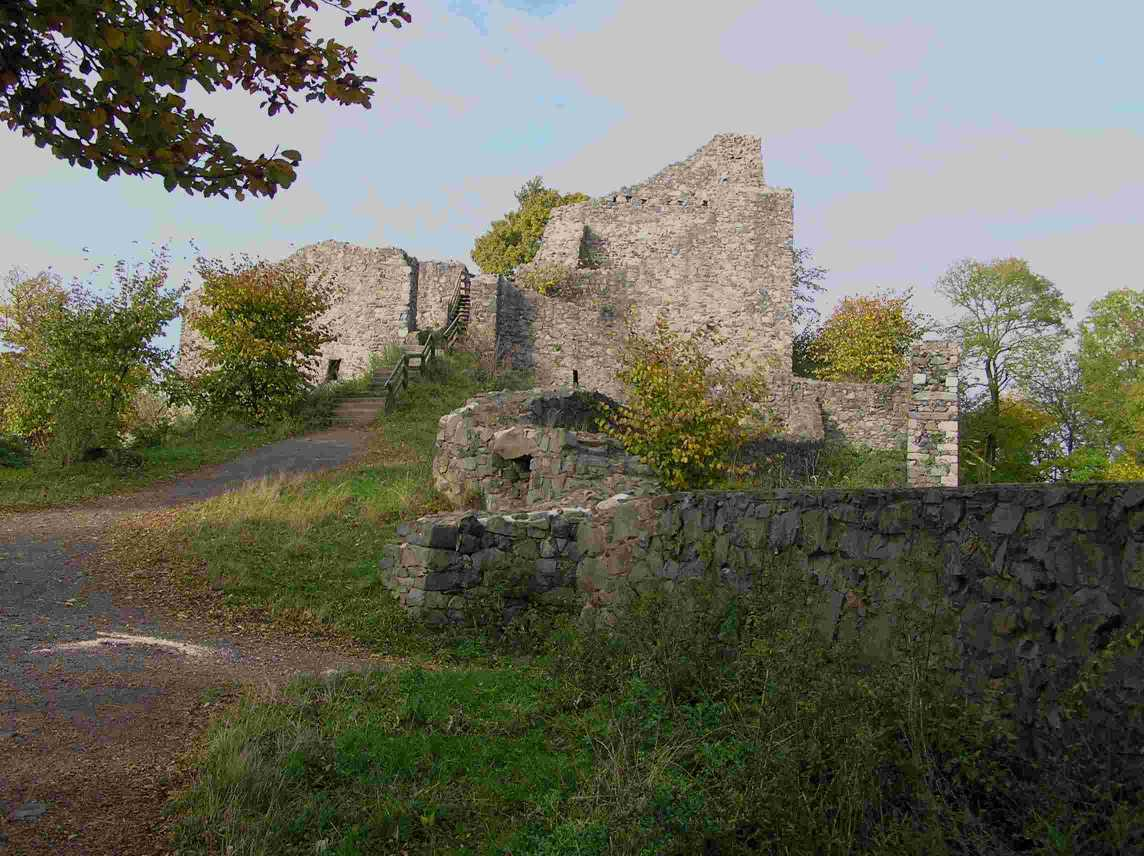
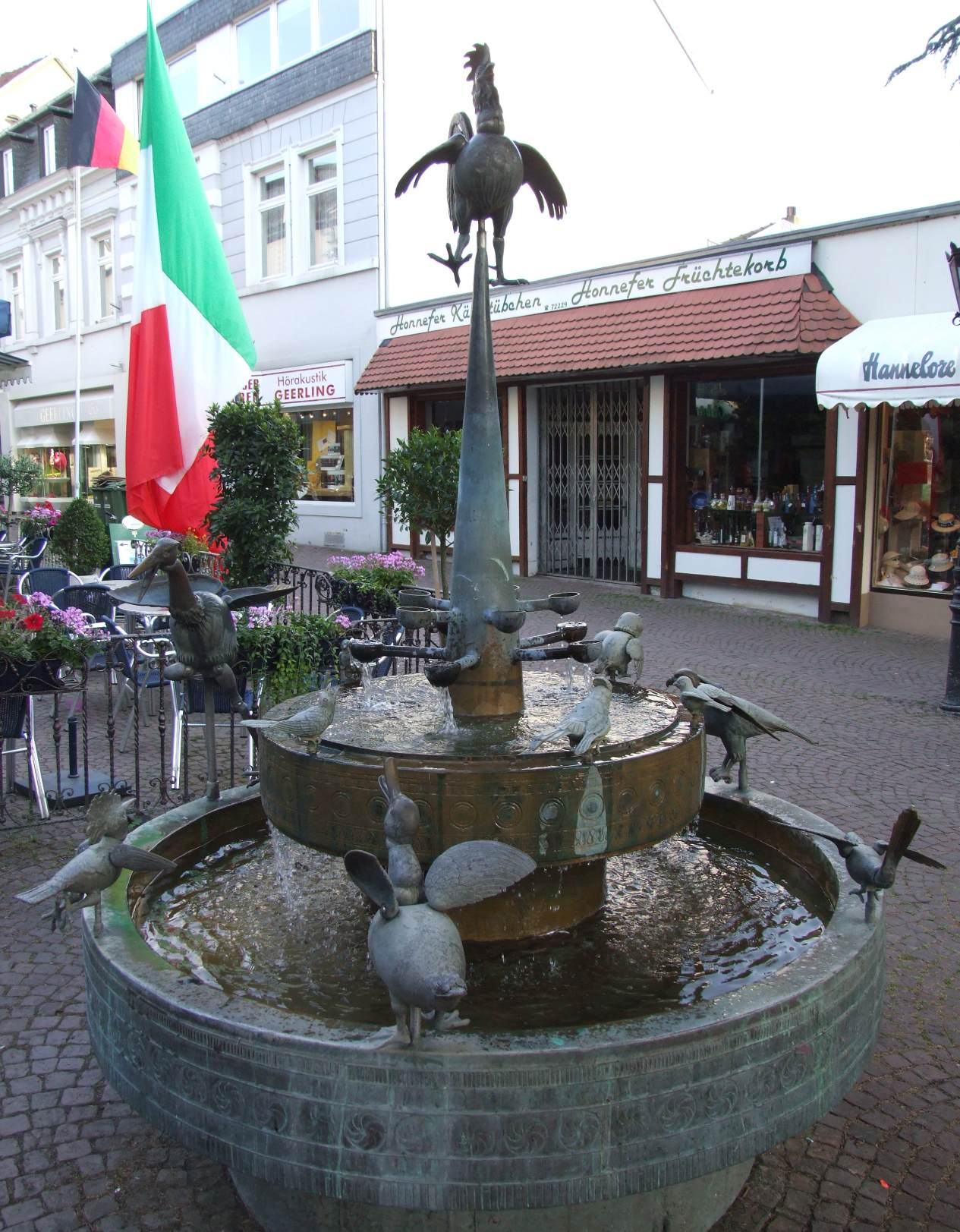
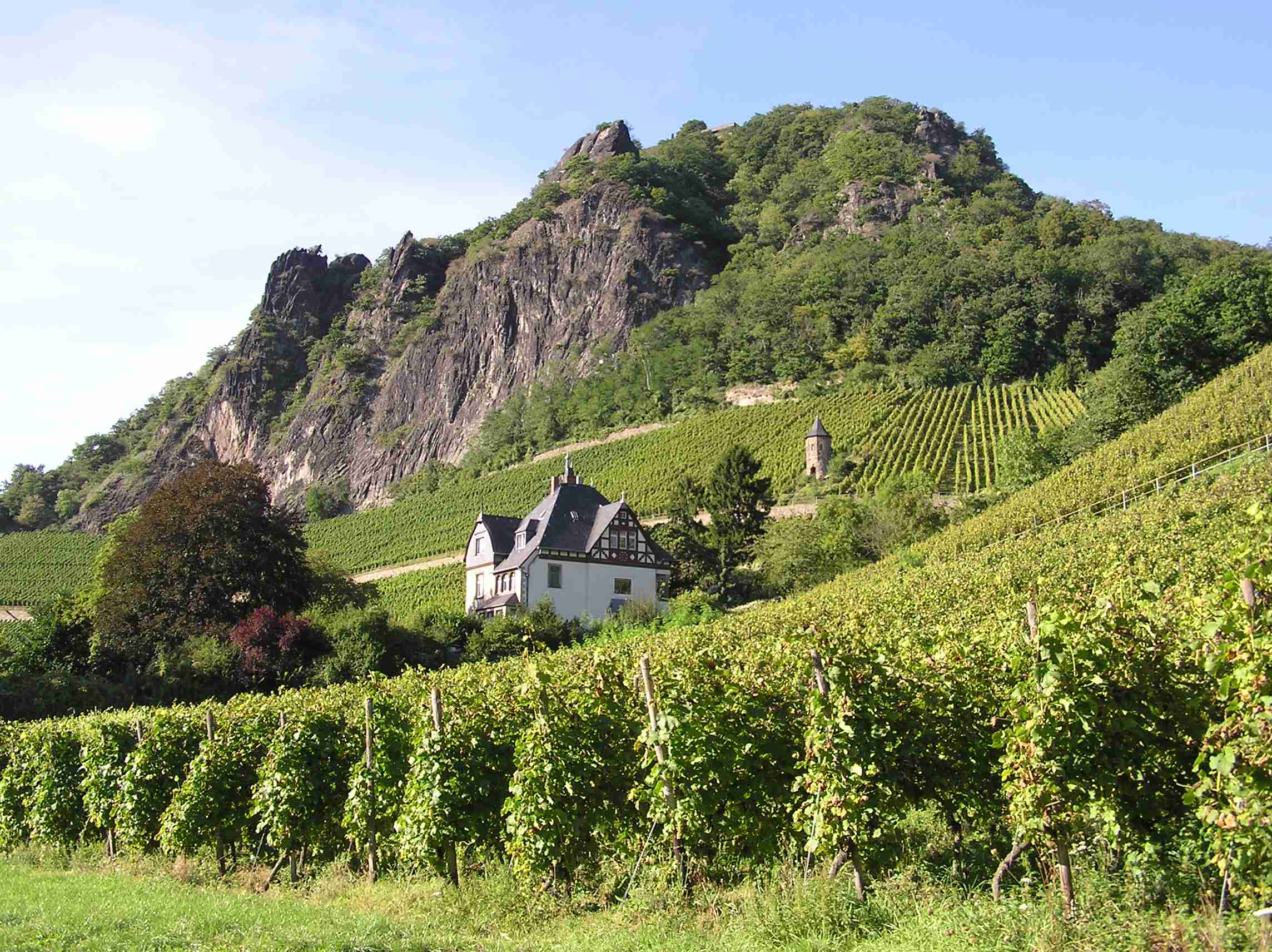
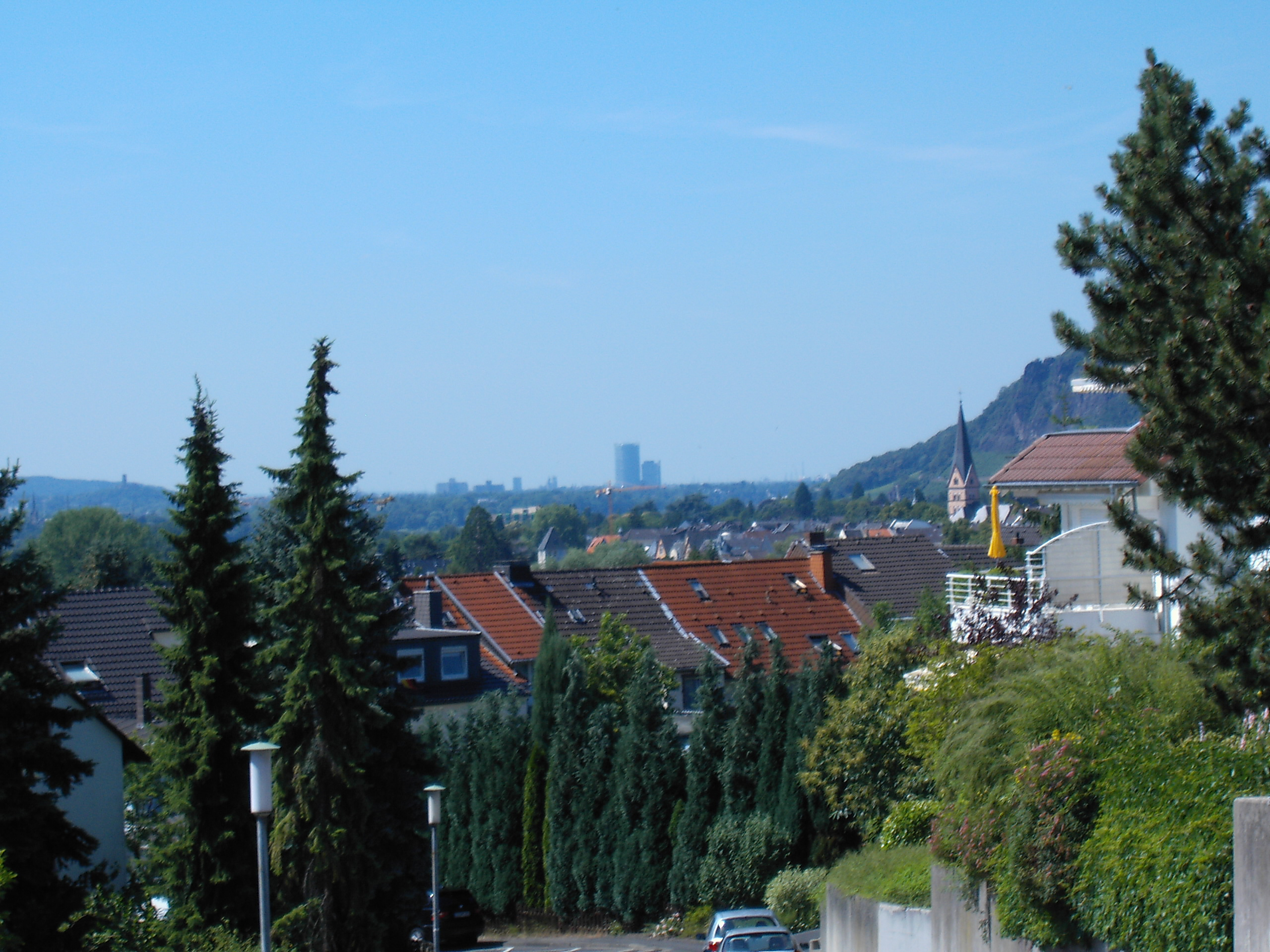
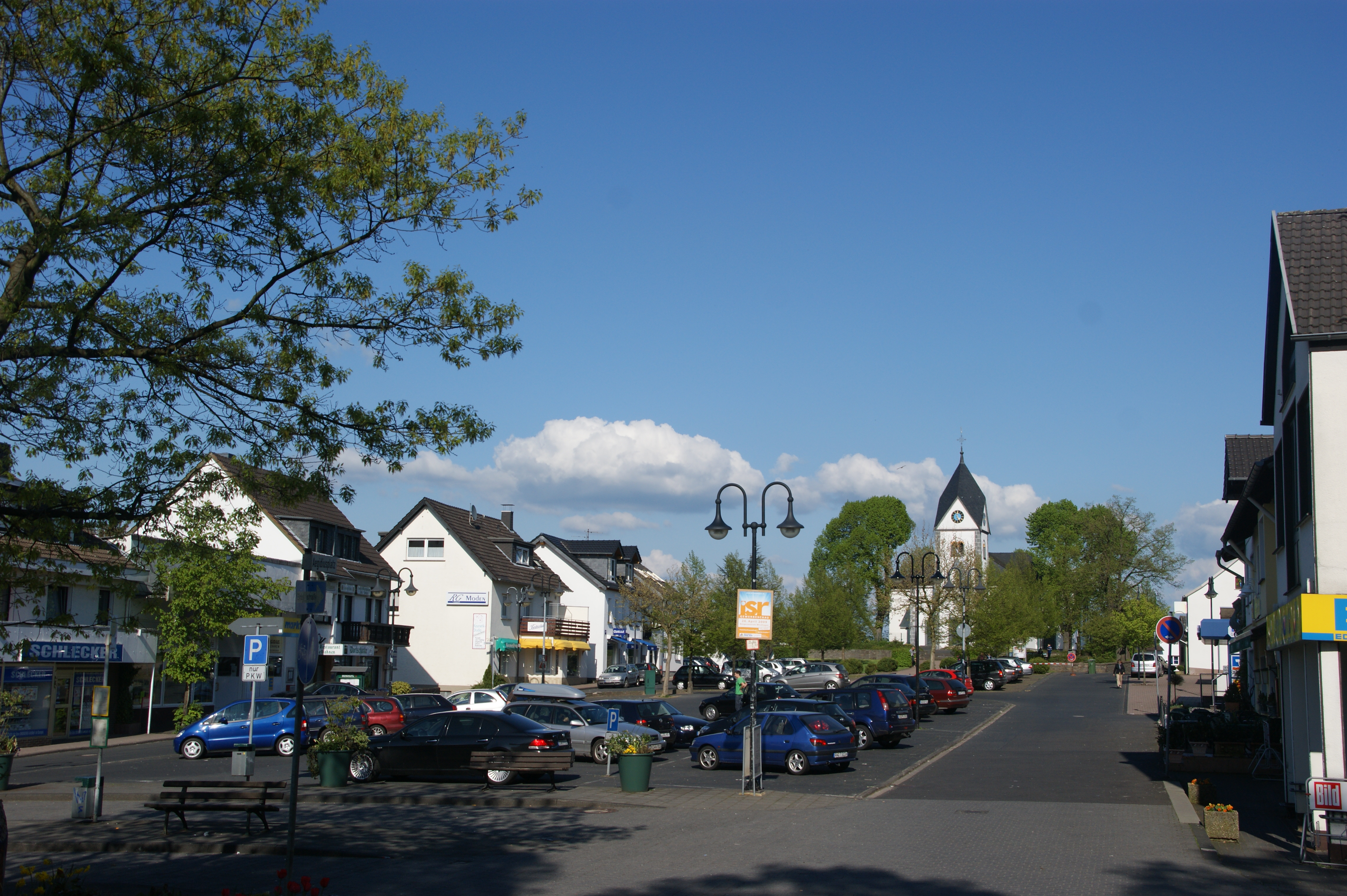
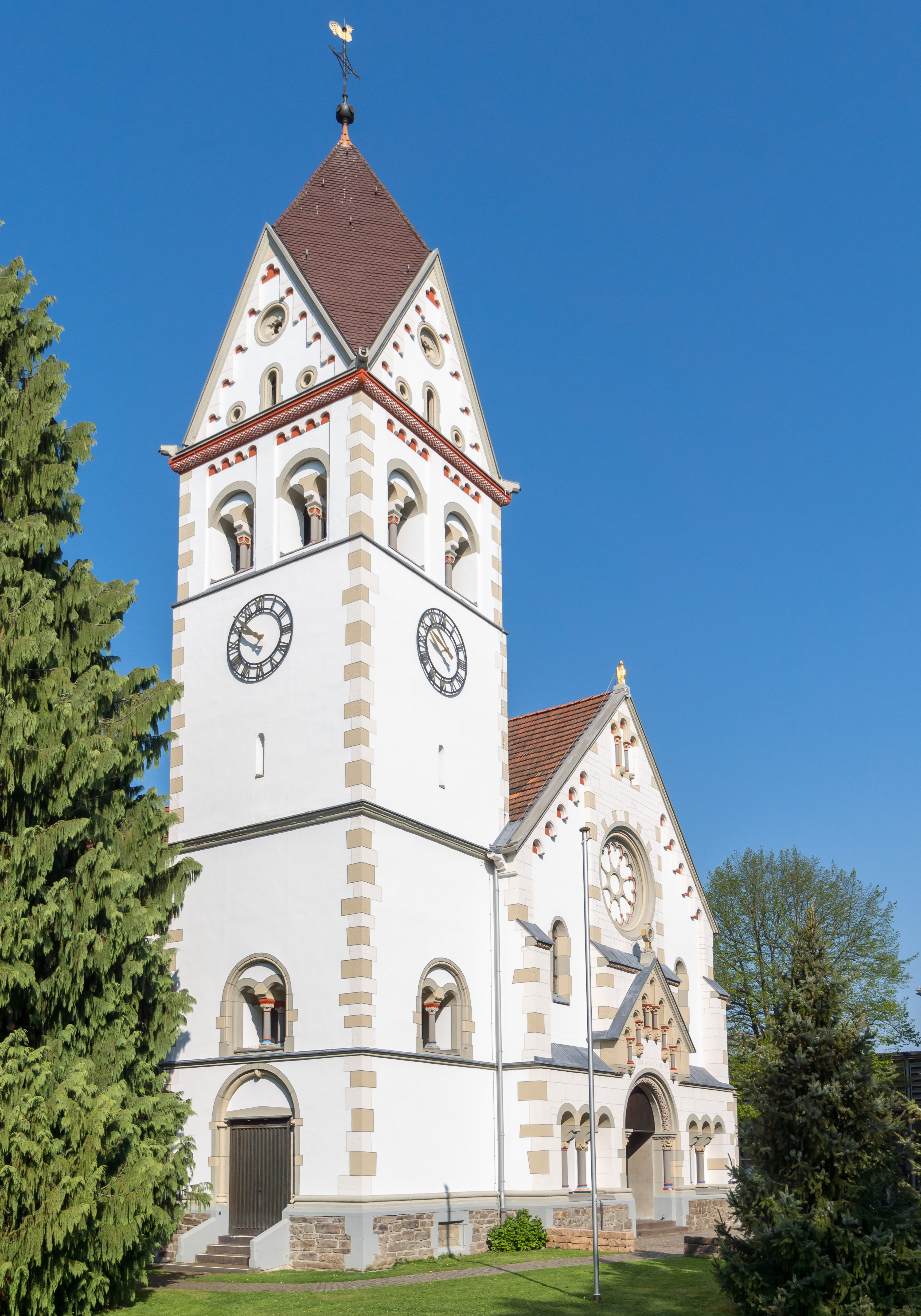
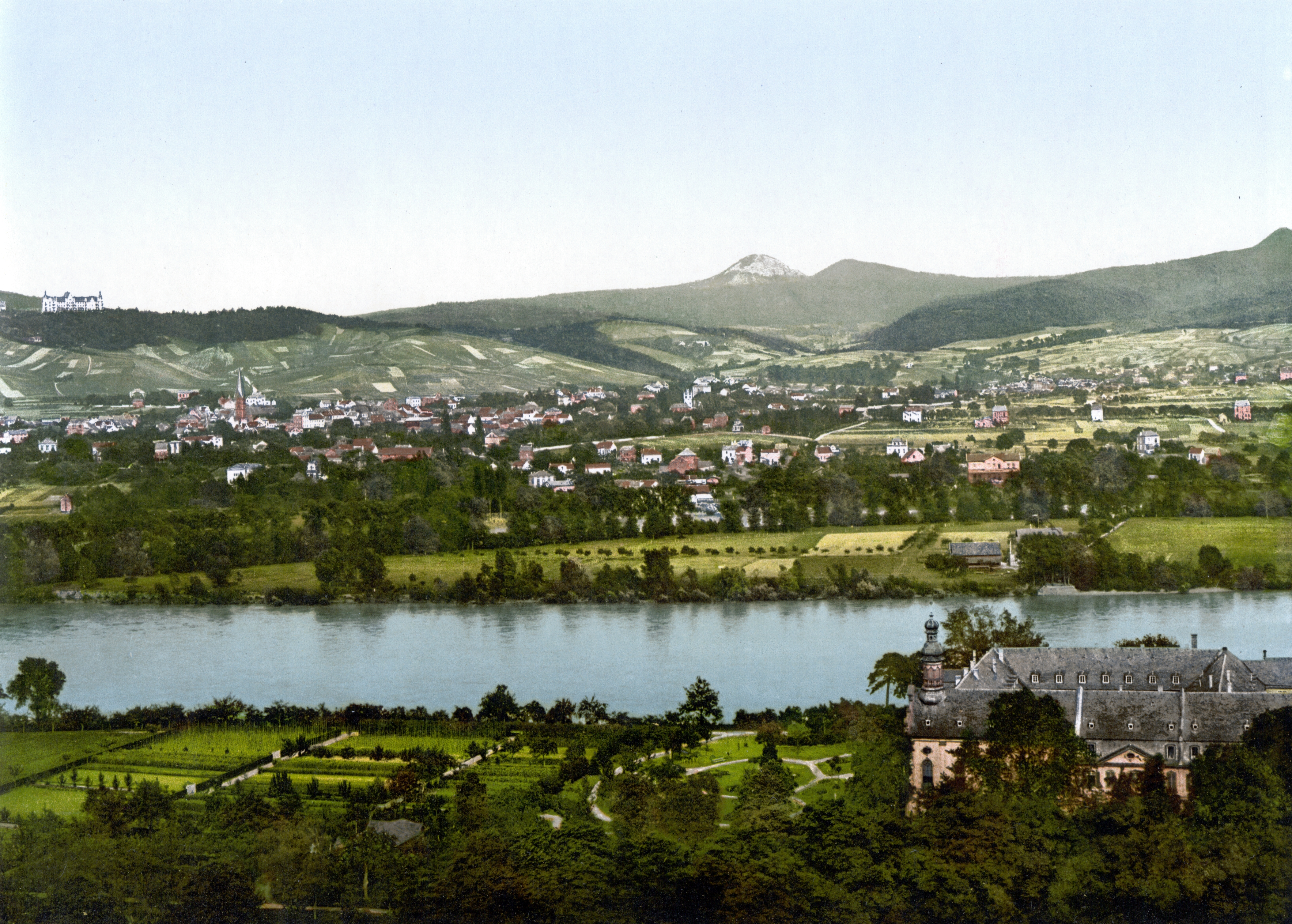
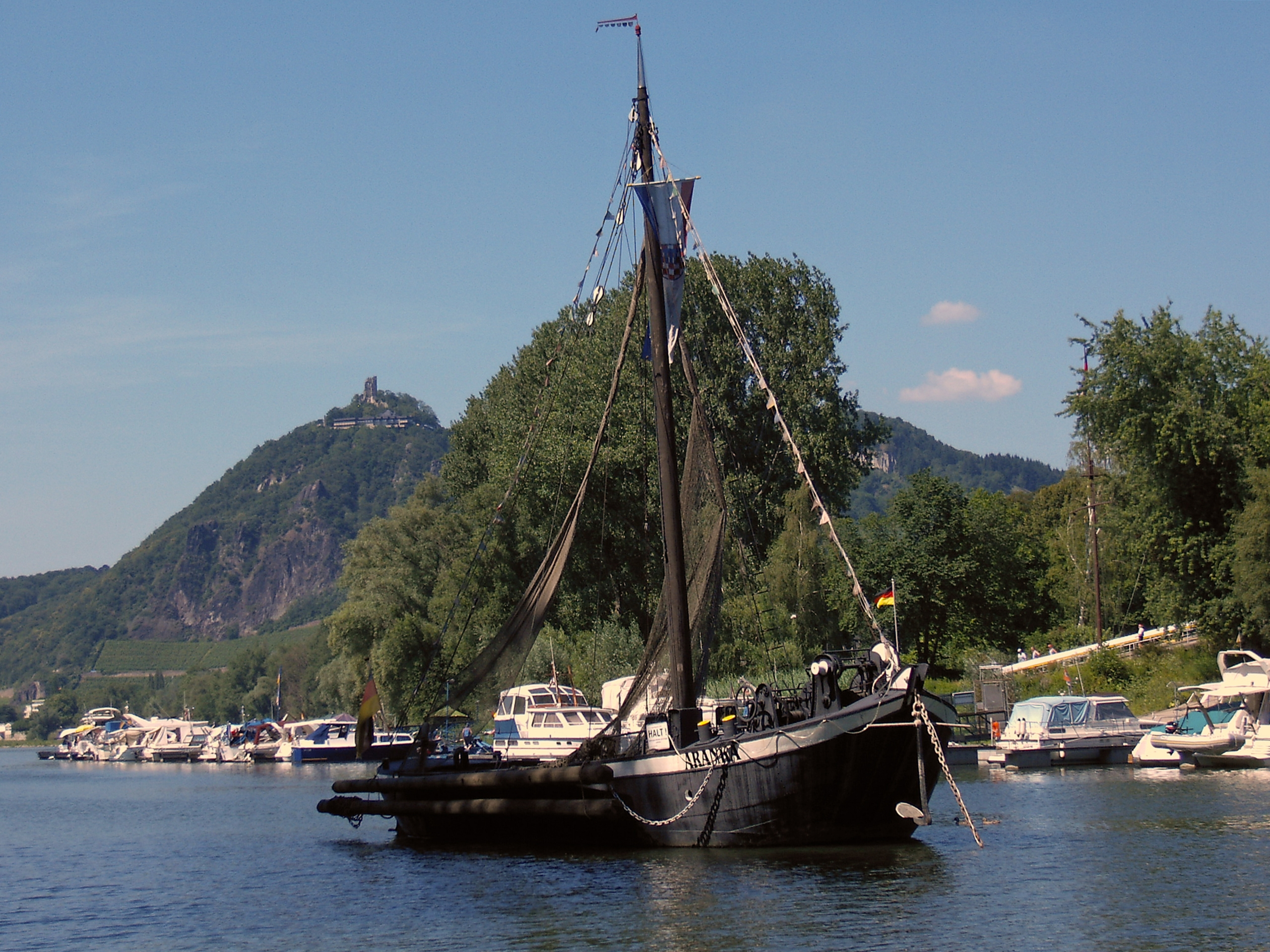
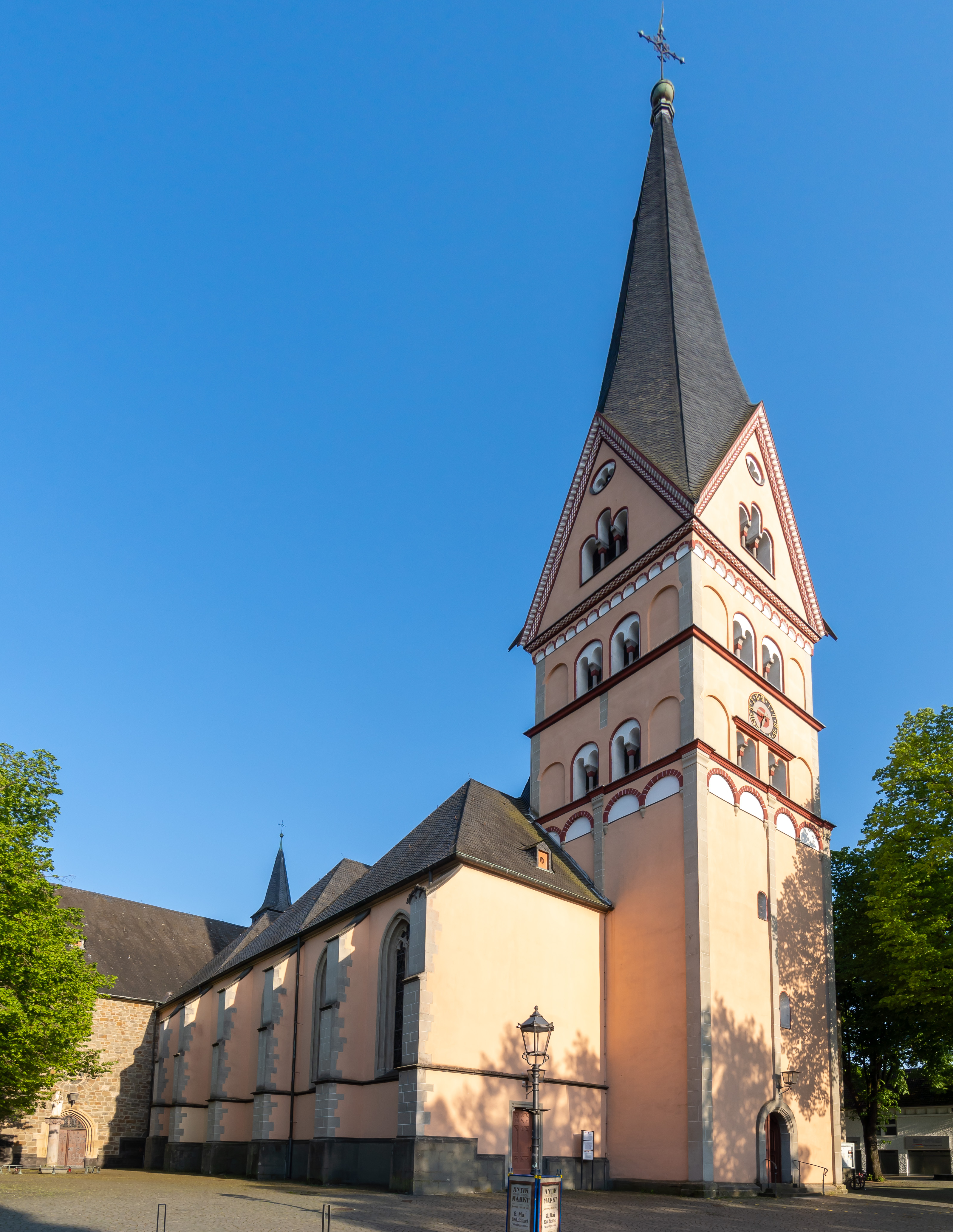
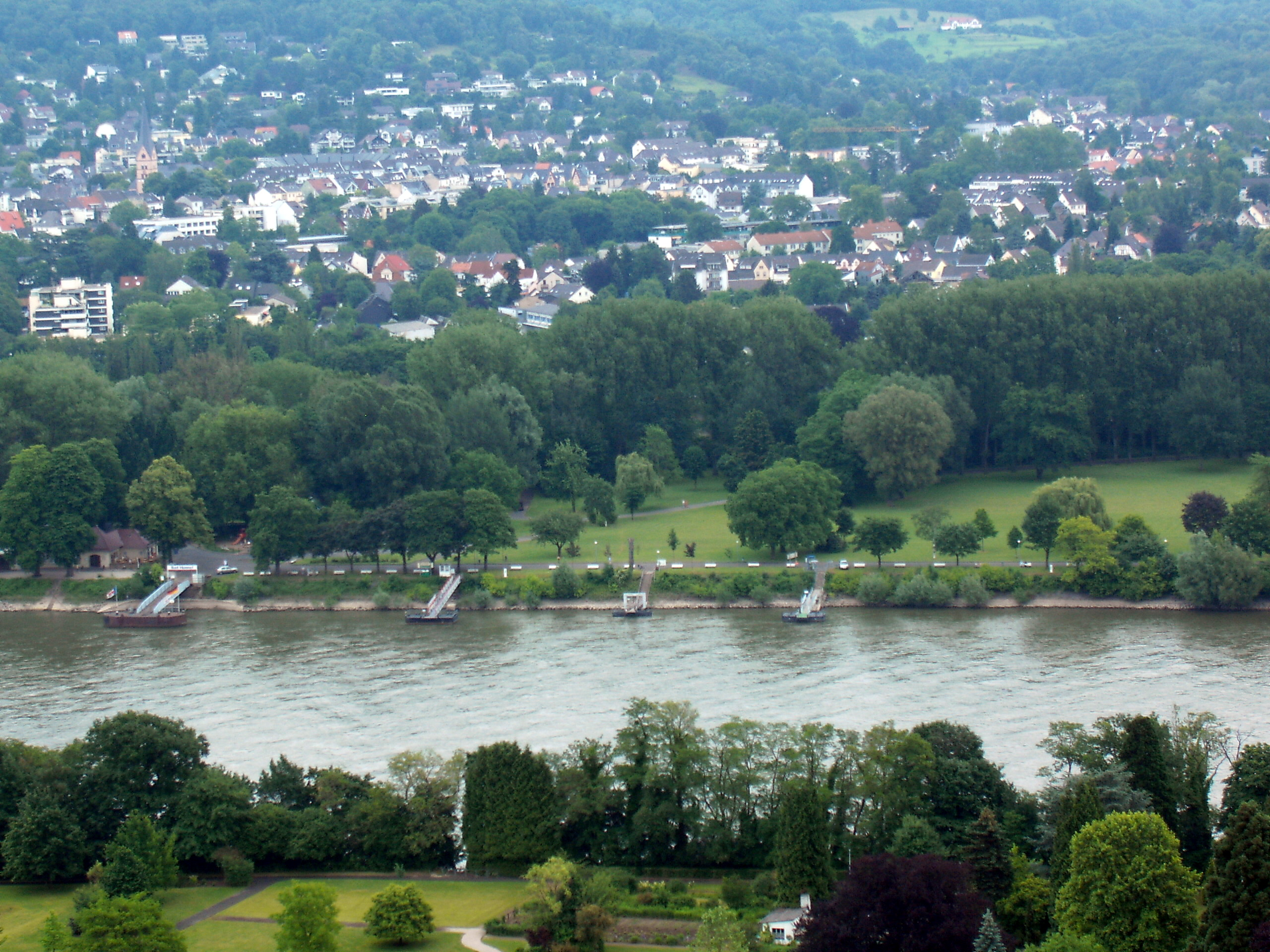
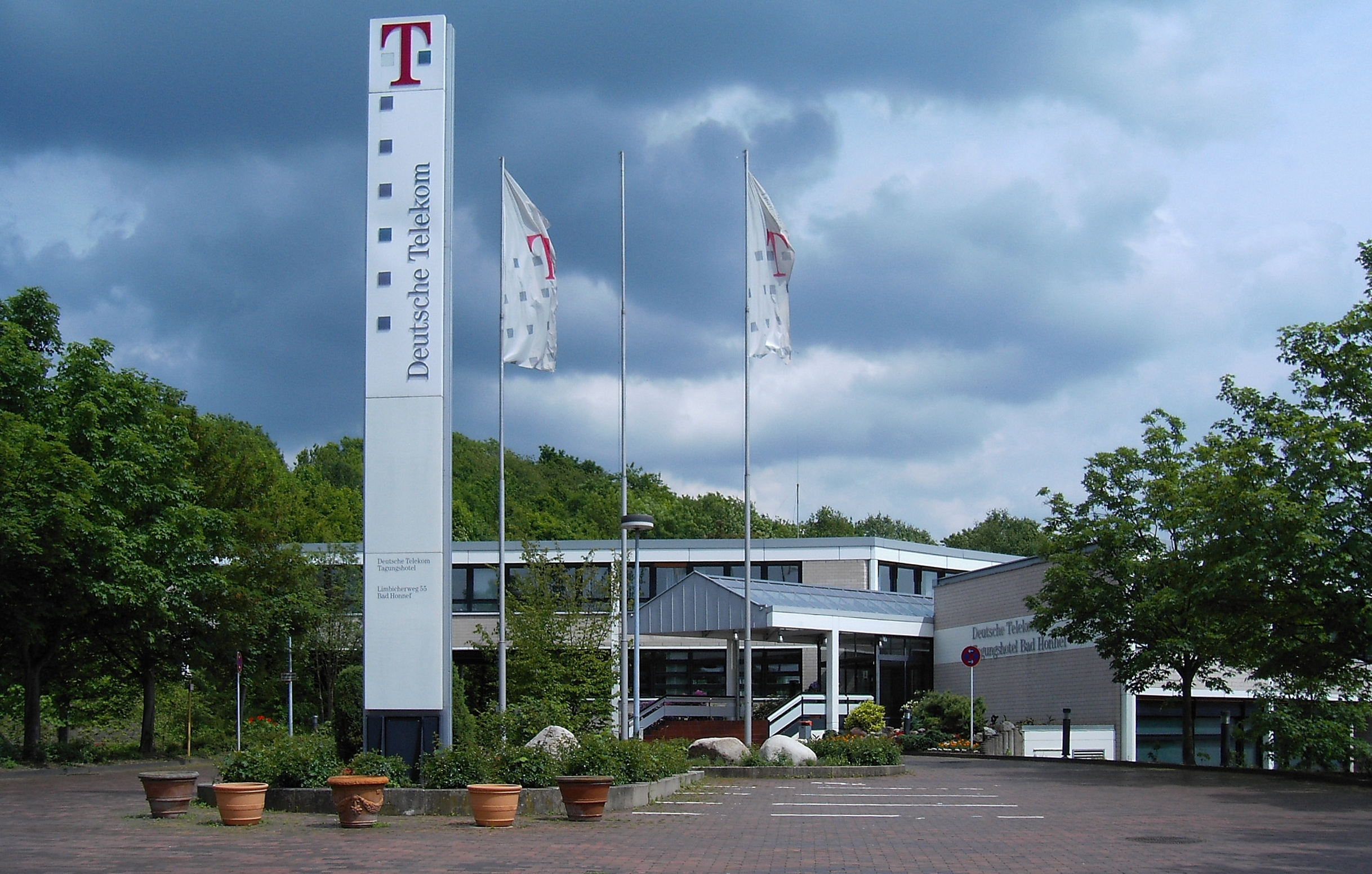
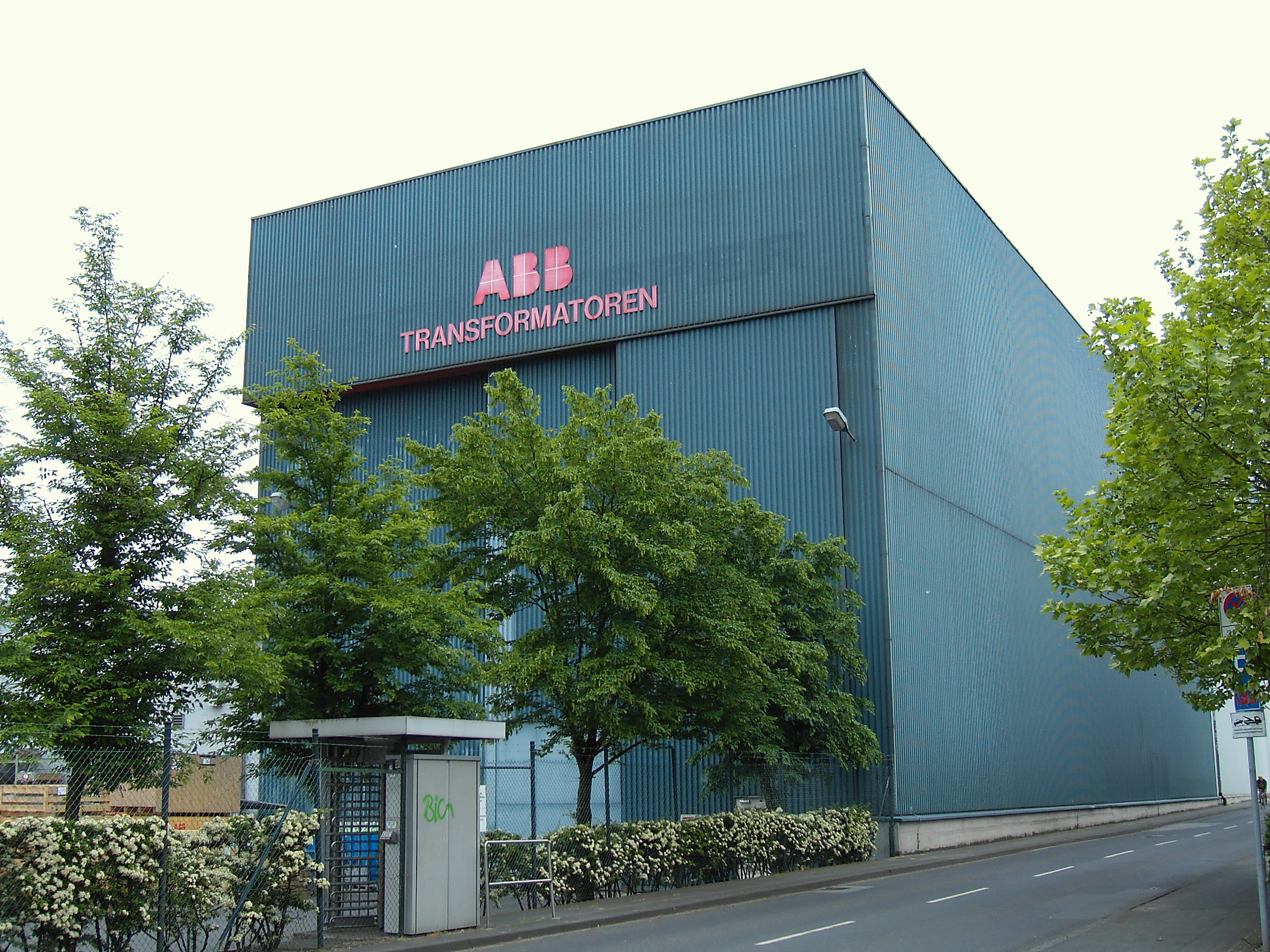
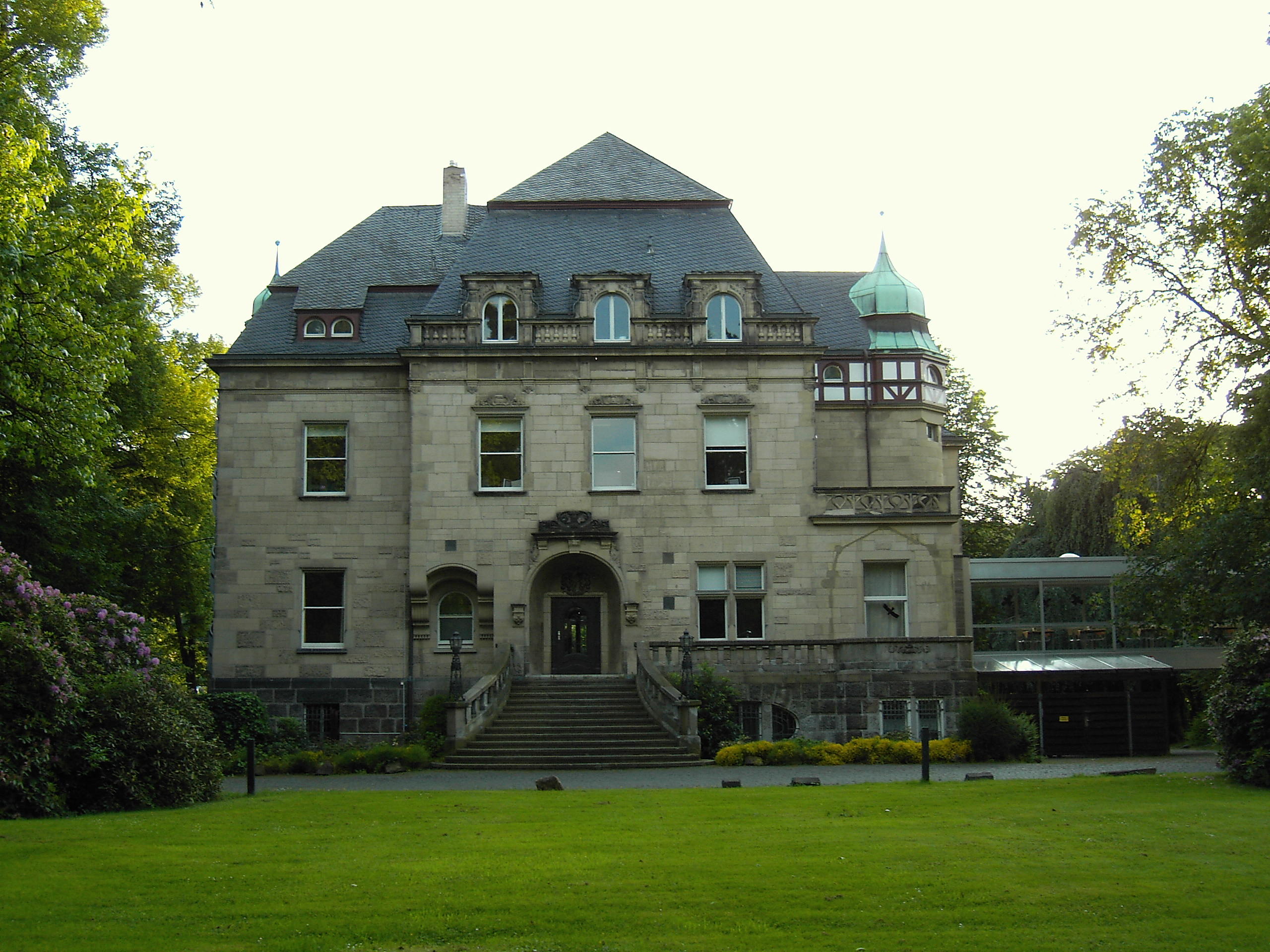
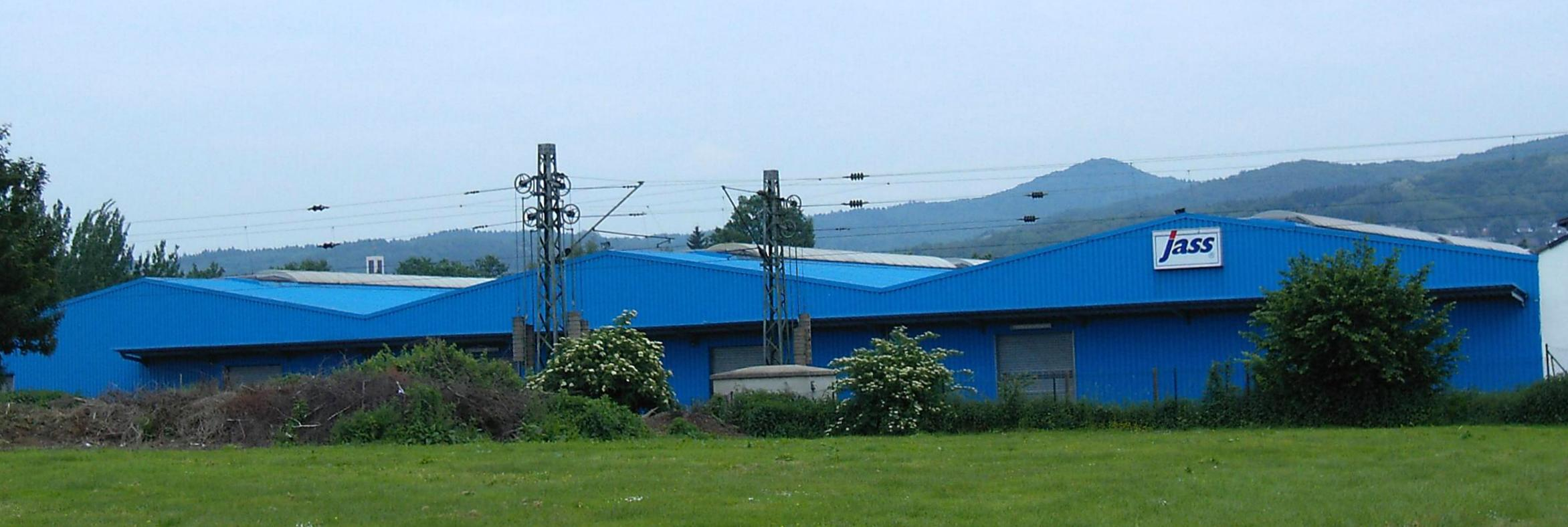
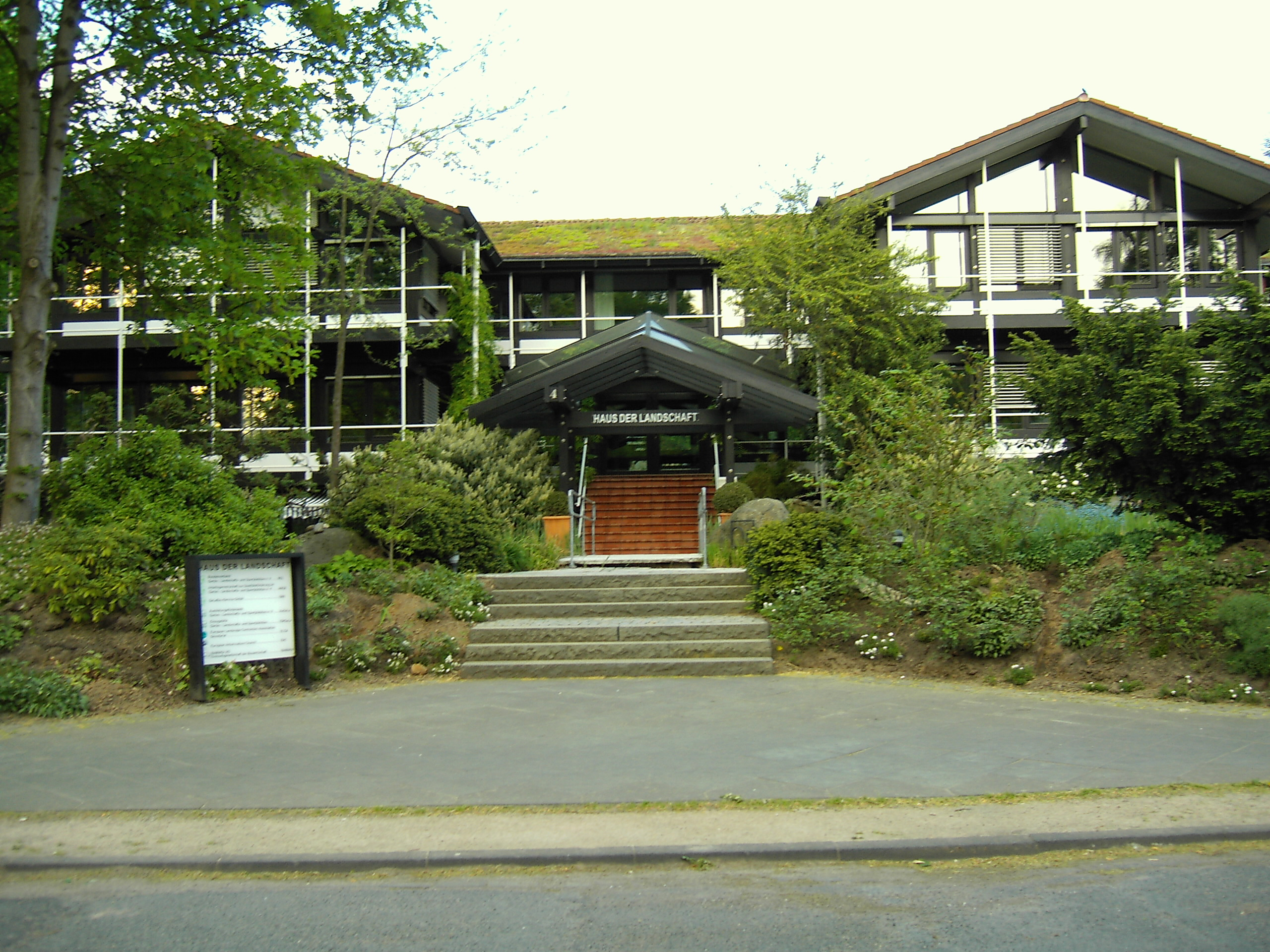
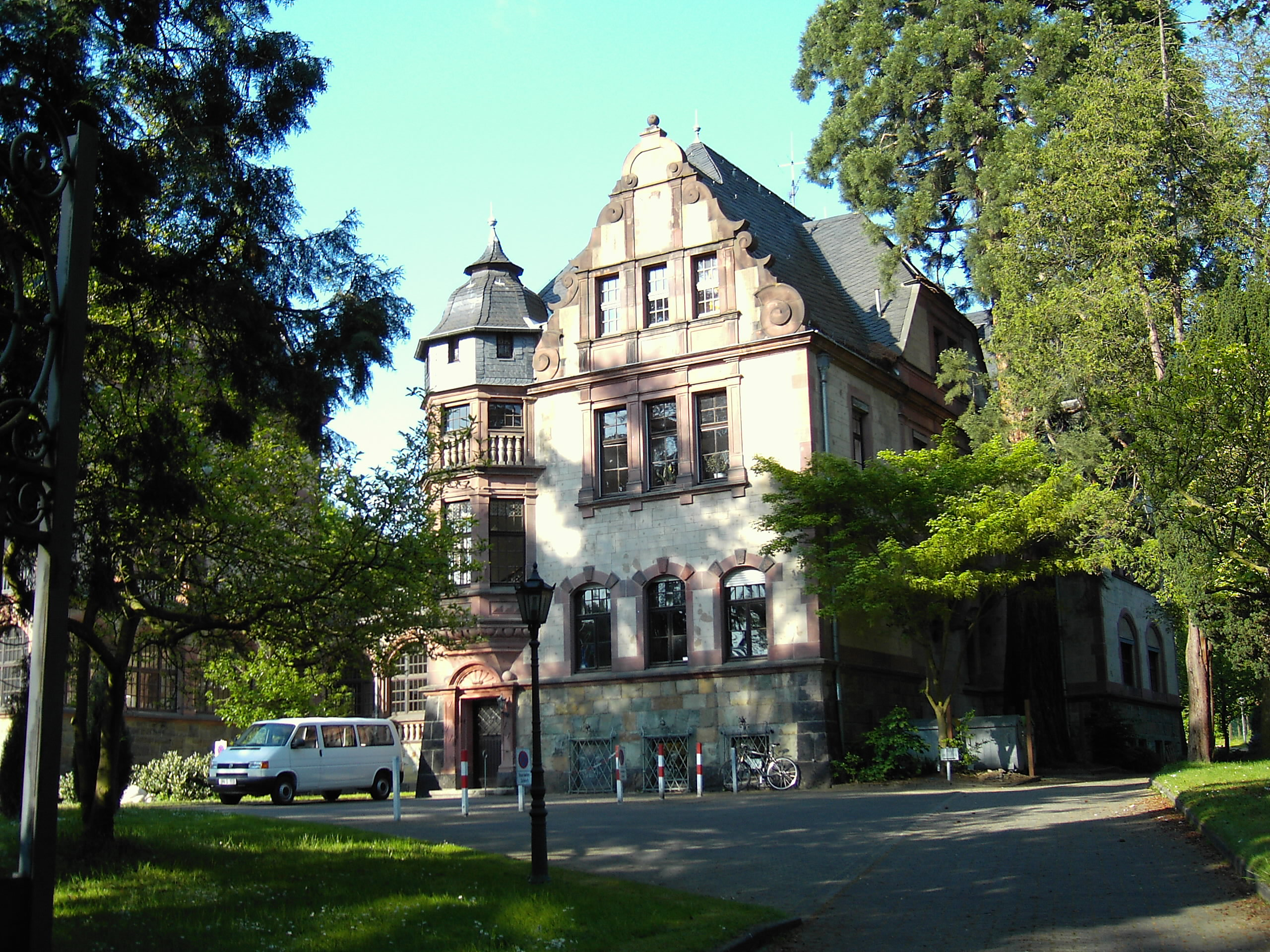
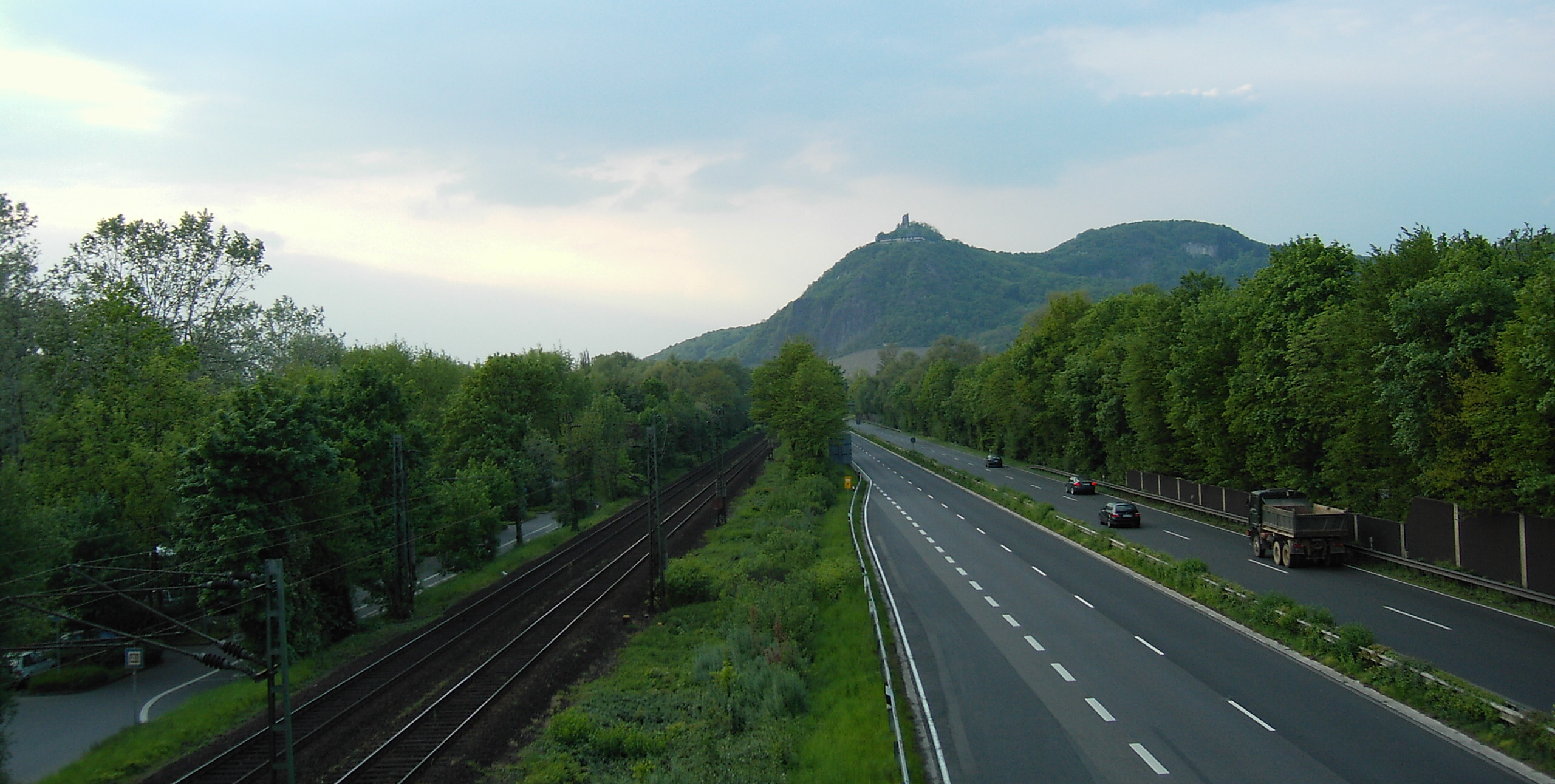
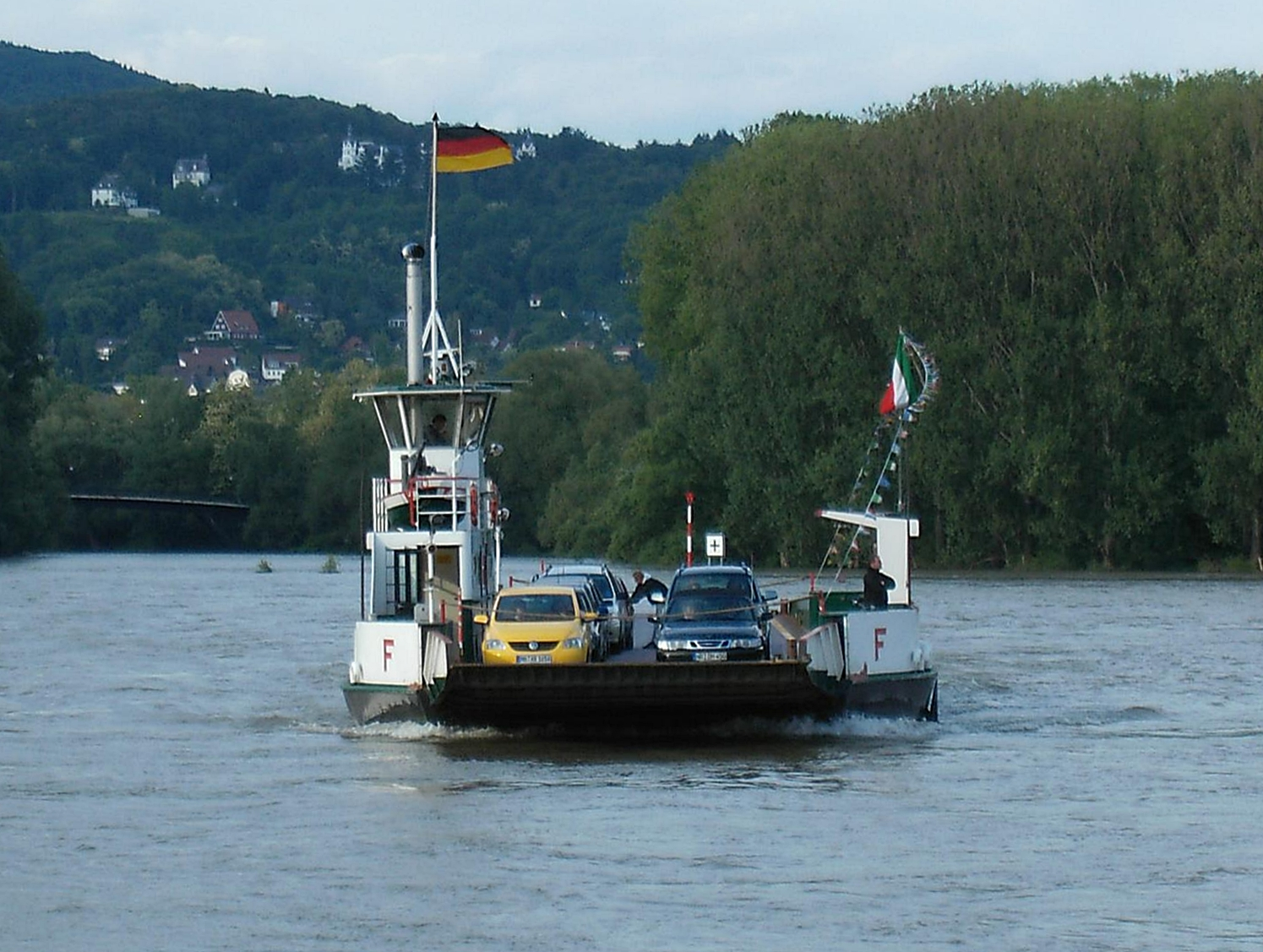
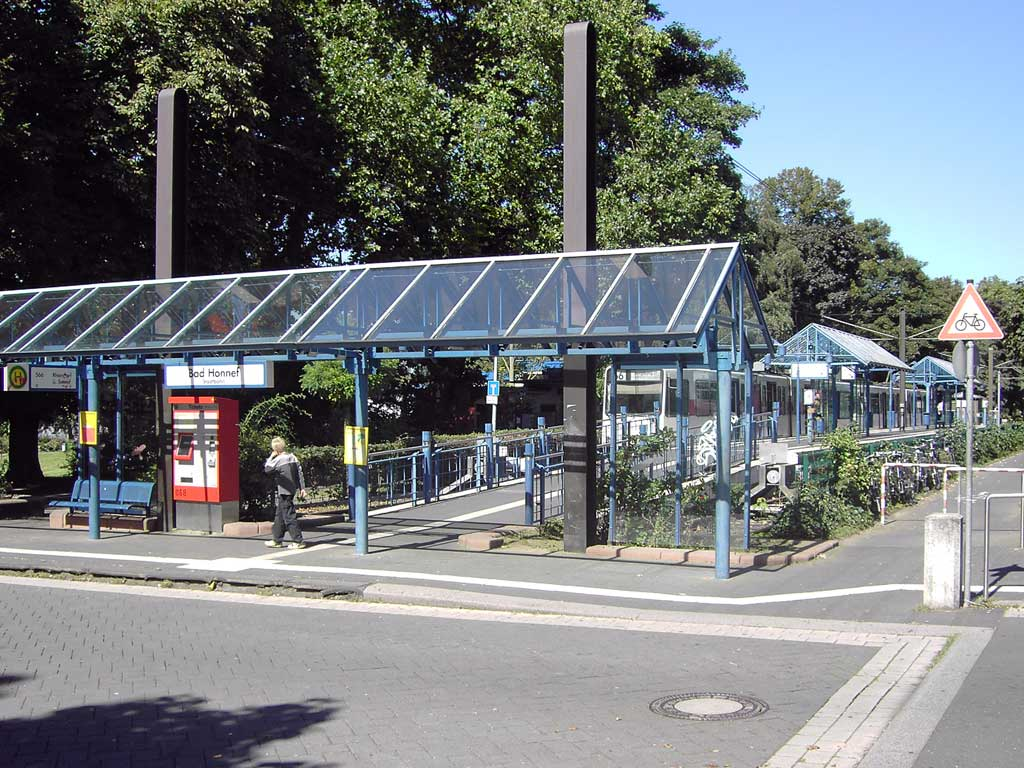

## Города-побратимы
- Швеция: Лудвика